# Panthère nébuleuse de Sumatra
Neofelis diardi diardi
Sous-espèce
Statut de conservation UICN

 EN  : En danger
La panthère nébuleuse de Sumatra (Neofelis diardi diardi) est une sous-espèce de la panthère nébuleuse des îles de la Sonde vivant dans les îles indonésiennes de Batu et de Sumatra. Elle diffère de l'autre sous-espèce, la panthère nébuleuse de Bornéo (Neofelis diardi borneensis (en)), par des critères moléculaires, cranio-mandibulaires et dentaires. En 2017, le Cat Classification Taskforce du Cat Specialist Group reconnaît la validité de cette sous-espèce.
En 2022, la population est estimée à environ 500 individus sur Sumatra.

## Distribution et habitat

En vert, l'aire de répartition de la panthère nébuleuse de Sumatra.

Sa présence a été enregistrée dans les parcs nationaux de Kerinci Seblat, de Gunung Leuser et de Bukit Barisan Selatan à Sumatra,,.